# My Little Pony - Il festival dei desideri d'inverno
My Little Pony - Il festival dei desideri d'inverno (My Little Pony: Twinkle Wish Adventure) è un film d'animazione in computer grafica del 2009 destinato al mercato home video americano. Questo film promuove la linea Core 7 e segna il debutto dei pony in stile chibi. Oltre al film nel DVD è incluso un cortometraggio di 3 minuti intitolato: Waiting for the Winter Wishes Festival.
In Italia il film è stato trasmesso su Cartoonito il 26 ottobre 2014.

## Trama
A PonyVille si avvicina una ricorrenza speciale preceduta dalla Gara degli Addobbi. Ogni pony costruisce un addobbo invernale fatto in casa e lo espone sull'Albero Verde Sempreverde (un pino), poi il sindaco sceglie il più bello e il vincitore mette Twinkle Wish, la stella dei desideri, sulla cima dell'albero durante il giorno del festival. Infine Twinkle Wish realizza i desideri di tutti i pony. Cheerilee vince la gara grazie alle sue amiche, ma un drago le ruba la stella. Mentre Scootaloo e Sweetie Belle cercano di nascondere il fatto i pony si recano sulla Montagna Pazzerella in mongolfiera, ma non riescono a convincere il drago a farsi restituire Twinkle Wish. La verità viene a galla e il festival sembra compromesso quando arriva un ospite inatteso.

## Personaggi
Per la prima volta vengono mantenuti i nomi originali dei personaggi.
| Nome                    | Caratteristiche |
| ----------------------- | --- |
| Rainbow Dash            | Pony dal manto azzurro. Criniera e coda color arcobaleno. Come simbolo ha due nuvole bianche unite da un arcobaleno. Le piace essere alla moda.                                                                          |
| Pinkie Pie              | Pony dal manto rosa. Criniera e coda rosa pallido e pesca. Come simbolo ha tre palloncini. Le piace giocare. |
| Starsong                | Pony dal manto viola. Criniera e coda rosa e ciclamino. Come simbolo ha una stella. È dotata di ali trasparenti. Le piace cantare e ballare.                                                                             |
| Toola Roola             | Pony dal manto bianco. Criniera gialla arancione e rosa. Coda azzurra indaco e viola. Come simbolo ha un pennello. Le piace dipingere e ha paura del buio.                                                               |
| Cheerilee               | Pony dal manto rosa. Criniera e coda color rosa pallido rosa e viola. Come simbolo ha un fiore. Le piace leggere i libri.                                                                                                |
| Scootaloo               | Pony dal manto arancione. Criniera e coda rosa e viola. Come simbolo ha una farfalla. |
| Sweetie Belle           | Unicorno dal manto bianco. Criniera e coda rosa ciclamino e viola. Come simbolo ha un cuore. |
| Sindaco Flitter Flutter | Pony dal manto giallo. Criniera e coda ciclamino e rosa. Come simbolo ha una chiave avvolta da un nastro. Indossa un cerchietto e degli occhiali. Le piace andare in giro per la città su uno scooter verde menta.       |
| Twinkle Wish            | È una stella dorata che realizza i desideri una volta l'anno. Dorme sempre all'interno di un cofanetto. |
| Whimsey Weatherbe       | Draghessa di colore arancione. Spine e addome gialli con ali rosa. Ha un ciuffo di capelli castani legati ad un fiocco celeste. Può alitare fuoco e ghiaccio e si diverte a cambiare il tempo sulla Montagna Pazzerella. |

## Colonna sonora
Le canzoni sono opera di Mark Watters (musica) e Lorraine Feather (testi).
Testi di Lorraine Feather, musiche di Mark Watters.
1. Janyse Jaud, Anna Cummer e Kelly Sheridan – My Little Pony Core 7 Theme Song
2. Courtney Worthington, Kelly Sheridan, Anna Cummer, Tabitha St. Germain, Chantal Strand, Andrea Libman e Erin Mathews – Somewhere Super New
3. Janyse Jaud, Anna Cummer, Kelly Sheridan e Chantal Strand – Dreams Do Come True
4. Janyse Jaud, Anna Cummer, Kelly Sheridan, Erin Mathews e Chantal Strand – That's What Makes A Friend
5. My Little Pony Core 7 Theme Song (instrumental version)

Nella versione italiana le canzoni sono state tradotte e cantate dai rispettivi doppiatori.

## Waiting for the Winter Wishes Festival
Si tratta di un prologo che anticipa la storia del film: i pony dicono quale desiderio vogliono esprimere al festival.